# Беляев, Иван Петрович (генерал-майор)
Иван Петрович Беляев (20 октября 1904 — 14 февраля 1987) — советский военачальник, генерал-майор  (03.06.1944).

## Биография

### Ранние годы
Родился в деревне  Палимовские выселки, ныне село  Палимовка, в Бузулукском районе, Оренбургская область,  Россия. Русский.
До службы в армии  Беляев был воспитанником детского дома в городе Кострома.

### Военная служба
В 1922 году  поступил курсантом на 40-е Костромские пехотные курсы. После их расформирования в декабре был переведен в 22-ю Воронежскую пехотную школу, а в январе 1923	года — в 17-ю Тульскую пехотную школу. В марте 1924 года последняя переводится в город Владикавказ и переименовывается во Владикавказскую пехотную школу.
В августе августа 1925 года, окончив обучение,  Беляев был назначен командиром пулеметного взвода в 96-й стрелковый полк 32-й стрелковой дивизии ПриВО в город Сталинград.
С октября 1926 года служил командиром пулеметного взвода и помощником командира роты в 14-м отдельном резервном стрелковом батальоне в городе Беднодемьяновск Пензенской губернии.
В 1928 году вступил в ВКП(б).
В декабре 1929 года назначается инструктором Бугурусланского окружного военкомата.
С сентября 1931 года командовал пулеметной ротой в 193-м стрелковом полку 65-й стрелковой дивизии в городе Тюмень, с декабря был ответственным секретарем партбюро полка.
В марте 1934 года назначен военкомом отдельного батальона связи 71-й стрелковой дивизии ПриВО в городе Казань. В ноябре 1934 года передислоцирован с дивизией в город Кемерово. В сентябре 1936 года назначен военкомом 211-го стрелкового полка этой же дивизии.
В декабре 1937 года батальонный комиссар  Беляев был переведен на должность военкома 52-й авиабригады в город Омск.
В июне 1939 года назначен военкомом 112-й стрелковой дивизии в городе Молотов.

### Великая Отечественная война
С 13 по 22 июня 1941 года 112-я стрелковая дивизия в составе 22-й армии передислоцировалась в ЗапОВО, затем включена в состав Западного фронта  и с 27 июня вступила в бой в районе Краслава (Латвия), затем отходила в направлении города Невель. Под Невелем она вместе с другими соединениями 51-го стрелкового корпуса была окружена. В ходе боев в сложной обстановке дивизия понесла большие потери и затем пробивалась мелкими группами. Будучи в окружении, полковой комиссар  Беляев сформировал отряд численностью более 500 человек, действовавший с ним в тылу противника. 12 октября 1941 года отряд перешел линию фронта в районе станции Оленино Калининской области, после этого  Беляев прибыл в штаб 22-й армии и был назначен военкомом 186-й стрелковой дивизии. В составе 22-й армии Западного и Калининского (с 19 октября) фронтов участвовал с ней в Смоленском сражении, в Вяземской и Калининской оборонительных операциях. В конце декабря 1941 года, в ходе Калининской наступательной операции, дивизия вела упорные бои за населенные пункты Денисиха, Коровкино, Власово, Бабино, Городище. В январе — апреле 1942 года её части принимали участие в Ржевско-Вяземской, Ржевско-Сычевской наступательных операциях. К марту они вышли на северный берег реки Молодой Туд на рубеж Переедово, Молодой Туд, Медведево, где перешли к обороне.
В мае 1942 года полковой комиссар  Беляев был назначен военкомом 1-й истребительной дивизии, формировавшейся в МВО. С июля дивизия воевала в 6-й армии Воронежского фронта. Участвовала в Воронежско-Ворошиловградской оборонительной операции в районе Купянска. С начала октября 1942 года исполнял должность заместителя командира, а с ноября — командира этой дивизии. В ходе наступления войск Воронежского фронта на белгородском направлении 28 января 1943 года её части приняли участие в освобождении города Новый Оскол, а в ходе Харьковской наступательной операции 16 февраля — города Харьков.
В период боев под Харьковом с 26 февраля он принял командование 270-й стрелковой дивизией, части которой вели наступление на Полтаву. В начале марта они встретили сильные контратаки противника и перешли к обороне. В ходе Харьковской оборонительной операции дивизия, ведя бои в полуокружении и окружении, отходила на Богодухов, прикрывая отход основных сил 69-й армии. Оставив город Богодухов, она затем в течение трех суток обороняла город Золочев. Оставив его по приказу командарма, её части заняли оборону в районе станции Микояновка. В конце марта 1943 года дивизия была выведена в резерв Ставки ВГК. С 6 июля она была передана 7-й гвардейской армии и в составе войск Воронежского и Степного (с 18 июля) фронтов участвовала в Курской битве, в боях на подступах к городу Белгород. 27 июля дивизия была выведена в резерв Ставки ВГК и переброшена на Калининский фронт в район станции Нелидово. С 1 сентября она вошла в 43-ю армию и участвовала в Смоленской, Духовщино-Демидовской наступательных операциях. За овладение городом Демидов ей было присвоено наименование «Демидовская» (22.09.1943). С 25 октября по 25 ноября 1943 года Беляев находился на лечении в госпитале, затем вновь командовал 270-й стрелковой дивизией (в это время её части вели бои северо-восточнее Витебска). С 14 февраля дивизия была выведена в резерв Ставки ВГК, затем в начале июня была передислоцирована в район станции Ново-Хованск (южнее Невеля). С 12 июня она вошла в состав 6-й гвардейской армии 1-го Прибалтийского фронта и участвовала в Белорусской, Витебско-Оршанской и Полоцкой наступательных операциях. За освобождение города Полоцк 270-я стрелковая дивизия была награждена орденом Красного Знамени (23.07.1944). Продолжая наступление, её части вели бои по освобождению территории Латвии. В течение июля — ноября они участвовали в Режицко-Двинской, Шяуляйской, Прибалтийской, Рижской и Мемельской наступательных операциях. С декабря 1944 по март 1945 года дивизия в составе 6-й и 10-й (с 12 февраля 1945 г.) гвардейских армий 1-го и 2-го Прибалтийских фронтов находилась в обороне. С 1 апреля 1945 года она входила в 6-ю гвардейскую, а с 17 апреля — в 4-ю ударную армии Курляндской группы войск Ленинградского фронта и до конца войны обороняла полосу обороны в районе юго-восточнее Либавы.

### После войны
С 1 июня 1945 года генерал-майор  Беляев  исполнял должность командира 8-й гвардейской стрелковой Режицкой ордена Ленина Краснознаменной ордена Суворова дивизии им. Героя Советского Союза генерал-майора И. В. Панфилова в составе 10-й армии Ленинградского фронта.
С января 1946 по апрель 1947 года проходил подготовку на ВАК при Высшей военной академии им. К. Е. Ворошилова. После завершения обучения был назначен командиром 22-й стрелковой Харбинской Краснознаменной дивизии ДВО в городе Петропавловск-Камчатский.
В июне 1952 года освобожден от должности и зачислен в распоряжение Военного министра СССР.
В июне 1953 года назначен заместителем командира 318-й горнострелковой Новороссийской ордена Суворова дивизии ПрикВО.
С июня 1955 года исполнял должность начальника военной кафедры Каменец-Подольского сельскохозяйственного института.
23 ноября 1955 года уволен в запас.

## Награды

### СССР
- орден Ленина (1947)
- пять орденов Красного Знамени (04.02.1943, 24.09.1943, 10.07.1944,  11.03.1944, 1952)
- орден Суворова II степени (29.06.1945)
- орден Александра Невского (06.06.1945)
- орден Отечественной войны I степени (06.04.1985)
  - Медали СССР в т.ч.:
  - «В ознаменование 100-летия со дня рождения Владимира Ильича Ленина»
  - «За Победу над Германией в Великой Отечественной войне 1941—1945 гг.»
  - «Двадцать лет Победы в Великой Отечественной войне 1941—1945 гг.»
  - «Ветеран Вооружённых Сил СССР»
- знак «50 лет пребывания в КПСС»

Приказы (благодарности) Верховного Главнокомандующего в которых отмечен Беляев И.П.
- За овладение штурмом  одним из мощных узлов обороны немцев городом Демидов. 22 сентября 1943 года № 21
- За овладение штурмом городом и важным железнодорожным узлом Полоцк – мощным укрепленным районом обороны немцев, прикрывающим направление на Двинск. 4 июля 1944 года № 129
- За овладение важными опорными пунктами обороны немцев Телыпай, Плунгяны,  Мажейкяй, Тришкяй, Тиркшляй, Седа, Ворни, Кельмы, а также захват более 2000 других населенных пунктов. 8 октября 1944 года № 193